# Phaonia pendleburyi
Phaonia pendleburyi är en tvåvingeart som beskrevs av Malloch 1935. Phaonia pendleburyi ingår i släktet Phaonia och familjen husflugor. Inga underarter finns listade i Catalogue of Life.